# Avtomobilçi Yevlax FK
El Avtomobilçi Yevlax FK (en azerí: Avtomobilçi Yevlax Futbol Klubu) fue un equipo de fútbol de Azerbaiyán que jugó en la Liga Premier de Azerbaiyán, la primera división nacional.

## Historia
Fue fundado en el año 1990 en la ciudad de Yevlax como un equipo de la Segunda Liga Soviética, liga en la que jugó dos temporadas hasta la disolución de la Unión Soviética en 1991.
En 1992 fue uno de los equipos fundadores de la Liga Premier de Azerbaiyán pero también fue uno de los primeros equipos descendidos de la liga. al año siguiente sería campeón de la segunda categoría para volver a descender de la primera división tras una temporada.
El equipo desaparece al finalizar la temporada de 1994/95 por dificultades financieras.

## Palmarés
- Primera División de Azerbaiyán: 1

1993

## Temporadas
| Temporada | Liga | Liga | Liga | Liga | Liga | Liga | Liga | Liga | Liga | Copa | Goleador         | Goleador |
| Temporada | Div. | Pos. | J    | G    | E    | P    | GF   | GC   | PTS  | Copa | Nombre           | Goles    |
| --------- | ---- | ---- | ---- | ---- | ---- | ---- | ---- | ---- | ---- | ---- | ---------------- | -------- |
| 1992      | 1    | 21   | 38   | 13   | 8    | 17   | 33   | 58   | 34   | -    | Şamil Əhmədov    | 9        |
| 1993      | 2    | 1    | 14   | 10   | 2    | 2    | 36   | 15   | 22   | 1/4  |                  |          |
| 1993–94   | 1    | 16   | 30   | 2    | 1    | 27   | 13   | 90   | 5    | 1/16 | Vasif İsgəndərov | 4        |
| 1994–95   | 2    | 9    | 28   | 13   | 3    | 12   | 35   | 47   | 29   | 1/16 |                  |          |